# حكاية لعبة (لعبة فيديو)
حكاية لعبة (بالإنجليزية: Toy Story)‏ وهي لعبة فيديو من ميجا درايف وسوبر نينتندو إنترتينمنت سيستم وجيم بوي ومايكروسوفت ويندوز وهي مبينة على فيلم حكاية لعبة واللعبة مبنية على الفلم الثاني، تم إنتاج هذه اللعبة في سنة 1995.

## وصلات خارجية
- حكاية لعبة على موقع IMDb (الإنجليزية)

- Toy Story على موبي غيمز
- Toy Story at جيم فاكس